# پشته (رودبار)
پشته ، روستایی از توابع بخش مرکزی شهرستان رودبار در استان گیلان ایران است.
این روستا دارای حاذبه های گردشگری ازجمله درخت ذربین قدیمی(آقا پیردار) جنگل زیبای تنه و مناظر دل انگیزی می باشد.
از محله های قدیمی و با اصالت شهر رستم آباد است که مردمان مهمان نواز و زحمت کشی دارد.
اصالت مردم پشته کرد کورمانج است که در سال های بسیار دور به این منطقه کوچ کرده اند.
قدیمی های این محل به صورت کردی و جوانان به صورت گیلکی اما با لهجه ای زیبا سخن می گویند.
در جنگل های این روستا گونه های زیادی از حیوانات از جمله مارافعی،گراز،گرگ،پلنگ،خرس و... زندگی می کنند.

## جمعیت
این روستا در دهستان رستم آبادجنوبی قرار دارد و براساس سرشماری مرکز آمار ایران در سال ۱۳۸۵، جمعیت آن ۴۷ نفر (۱۳خانوار) بوده‌است.